# ピーター・スコット＝モーガン
ピーター・バウマン・スコット＝モーガン（Peter Bowman Scott-Morgan、1958年4月19日 - 2022年6月15日）は、イギリス・デヴォン州のロボット工学の科学者、作家、経営コンサルタント。筋萎縮性側索硬化症(ALS)を患っており、自分自身をAIと融合した「ヒューマンサイボーグ」と表現している。

## 来歴
1957年（または58年）、イギリスのエスタブリッシュメントの家庭に生まれる。父親は、オーバーロード作戦とD-デイ上陸作戦のコミュニケーション戦略の重要な部分を設計し、その功績によりMBE勲章を授与された人物であった。

### 学生時代
スコット＝モーガンはウィンブルドンにある全寮制の名門キングス・カレッジ・スクールで初等・中等教育を受けた。ジュニアスクールではヘッドボーイ（日本の学校の生徒会長の様な役職）を務めた。中等教育では部活は演劇部に所属。さらにヘッドボーイとフェンシング部の主将も務める予定だった。だが15歳の時に校長に呼び出され、部活の退部とヘッドボーイに選出されないことを言い渡された。同性愛者であるという噂が流れ「汚らわしい所業」というのがその理由だった。これを機に「一から自分を再発明」しようと決意し、当時はまだ一般的ではなく、エリートもまったく興味をもたなかったコンピュータを専門に学ぶことにした。
理工系の名門大学インペリアル・カレッジ・ロンドンに進学。1986年にロボット工学の博士号を取得。英国内のロボット学部では初めて博士号取得者となった。論文は「ロボット化のための技術的および経営的方法論：柔軟な組立システムに関連した産業界へのロボット技術の費用対効果の高い導入へのアプローチ」というものだった。また、公認技術者（CEng）、公認ITプロフェッショナル（CITP）、英国コンピューター協会会員、観光学博士でもある。

### 経営コンサルタント・作家として
世界的な経営戦略コンサルティング会社アーサー・D・リトルにて企業変革マネジメントに従事し、その後独立。世界中の企業や政府機関から「比類なき機密アクセス権」を認められており、脅威の分析や助言などを行っている。
1994年11月、『The Unwritten Rules of the Game』（邦題：『会社の不文律―ホンネがわからなければ、何も変えられない』）を出版。世界的なベストセラーとなった。
2016年、北極圏にオーロラをみる旅にでかけた時、片方の足元がふらつくなど自身の異変に気付く。
2017年、徐々に身体を動かせなくなっていく難病のALS（筋萎縮性側索硬化症）と診断され医師から余命2年の宣告を受ける。多くの医師の反対を押し切り、AI（人工知能）と融合し人類初の「サイボーグ」として生きることを決意する。
2019年、イギリス紙『デイリー・ミラー』（11月13日付）は移行手術が完了したと報じた。それによると、呼吸や食事、排泄のための医療処置を受け、発声が出来なくなる前に収録した音声データを、リアルに再現した頭部の3DCGアバターに喋らせている。サイボーグ化にはインテルなどのアメリカの半導体メーカーや、中国のパソコンメーカーなど、国境を越えて各国のIT企業の技術者が協力した。この様な処置を施した自身を「ピーター2.0」と呼んでいる。
サイボーグ化したのはまだ身体の一部分だけであるが、「私は世界初の完全なサイボーグになる予定で、体も脳もほとんどすべてが元に戻らない状態になる。私の脳の一部、そして私の外見的な人格のすべてが、まもなく電子化され、完全に合成されるということです」と、さらなるサイボーグ化・電子化を進めるとしている。本人は「マイクロソフトよりも多くのアップグレードを予定している」と冗談を交えて語った。
2020年、イギリスのテレビ局チャンネル4でドキュメンタリー番組『Peter：The HumanCyborg』が放送された。
2021年4月、自伝『Peter 2.0: The Human Cyborg』を出版。日本では東洋経済新報社から『NEO HUMAN ネオ・ヒューマン 究極の自由を得る未来』として刊行された。
同書は12月2日放送の『アメトーーク!』（テレビ朝日系）の「本屋で読書芸人」でカズレーザーによって取り上げられた。
2021年11月24日、日本のテレビ番組『クローズアップ現代+』(NHK)で「ピーター2.0 サイボーグとして生きる」が放送された。
医師から宣告された余命を既に過ぎても研究や執筆活動など精力的に活動していたが、2022年6月15日に64歳で死去したことが自身のTwitterで報告された。

## 私生活
スコット＝モーガンは1979年にフランシスと出会い交際を開始。2005年12月21日（イギリスでシビルパートナーになることが法的に可能になった最初の日）に、イギリスで結婚式を挙げた最初のゲイカップルとなった。9年後の2014年12月10日に、デボン州で初めてパートナーシップを遡及的に婚姻に変更する法的文書に署名する者として選ばれ、結婚式を挙げた2005年12月21日から正式な夫婦であることが法的に認められた。

## 著書
| 年   | 原題 | 邦題 |
| ---- | --- | --- |
| 1995 | The Unwritten Rules of the Game: Master Them, Shatter Them, and Break Through the Barriers to Organizational Change. (1994) | 三沢一文 訳『会社の不文律 : ホンネがわからなければ、何も変えられない』ダイヤモンド社、1995年、306頁。ISBN 4478330476。 |
| 2001 | The end of change. (2001)                                                                                                   | アーサー・D・リトル 訳『変革の陥穽』東洋経済新報社、2001年、349頁。ISBN 4492521216。                                   |
| 2021 | Peter 2.0: The Human Cyborg. Michael Joseph. (2021). ISBN 978-0241447093                                                    | 藤田美菜子 訳『NEO HUMAN ネオ・ヒューマン 究極の自由を得る未来』東洋経済新報社、2021年、464頁。ISBN 9784492046906。    |